# (6305) Helgoland
(6305) Helgoland,  es un asteroide del cinturón principal perteneciente al cinturón de asteroides, región del sistema solar que se encuentra entre las órbitas de Marte y Júpiter. Fue descubierto el 6 de abril de 1989 por Freimut Börngen en Tautenburg

## Designación y nombre
Designado provisionalmente como 1989 GE8 fue nombrado por la isla alemana de Heligoland.

## Características orbitales
Helgoland   está situado a una distancia media del Sol de 2,219 ua, pudiendo alejarse hasta 2,445 ua y acercarse hasta 1,994 ua. Su excentricidad es 0,102 y la inclinación orbital 4,663 grados. Emplea 1207,60 días en completar una órbita alrededor del Sol.

## Características físicas
La magnitud absoluta de Helgoland es 14,90. Tiene 3,197 km de diámetro y su albedo se estima en 0,274.